# Berryfields
Berryfields är en civil parish i Buckinghamshire i England. Skapad 2015.